# Ołtarz z Isenheim

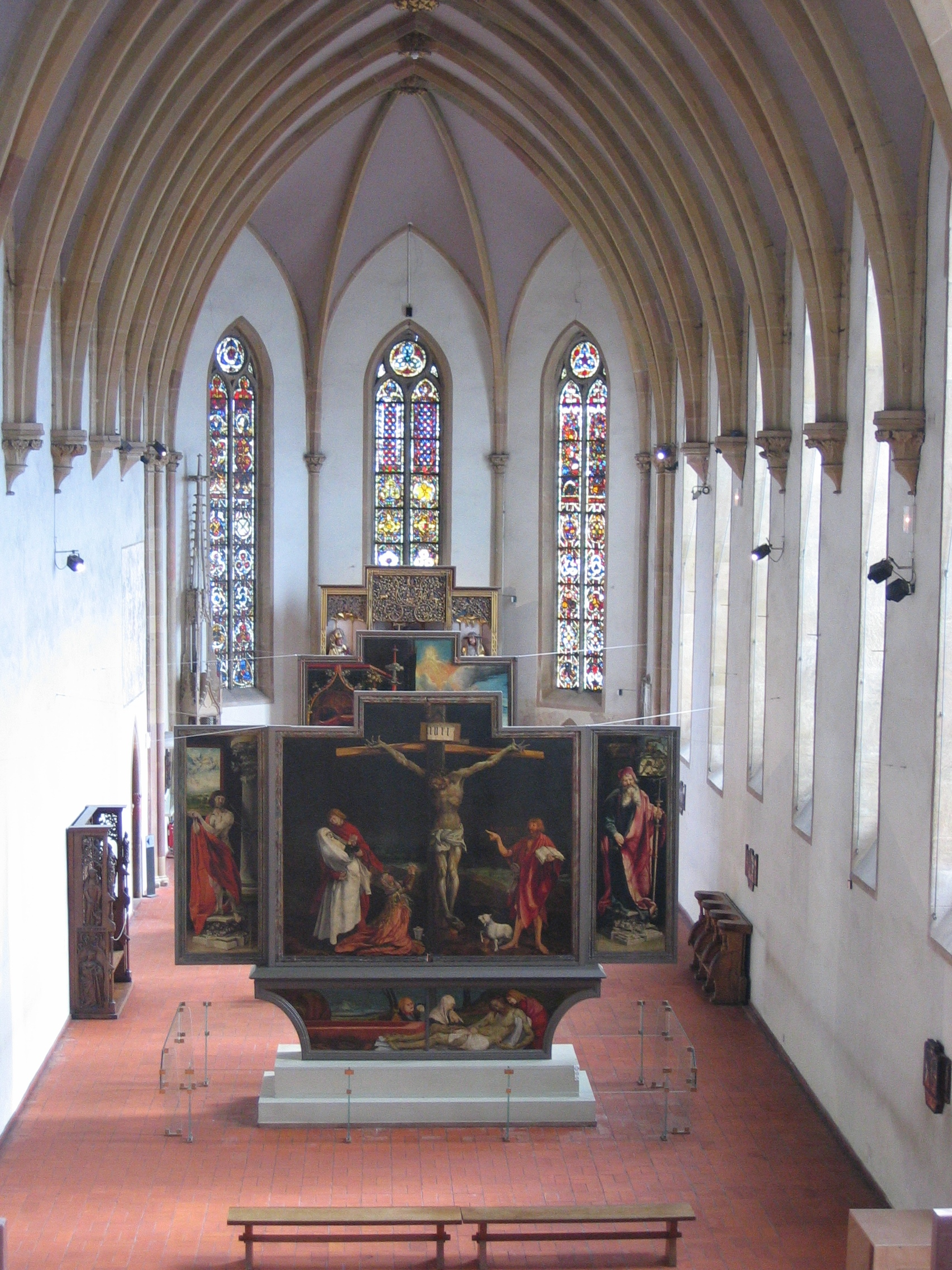
Ołtarz z Isenheim w obecnej przestrzeni muzealnej

Ołtarz z Isenheim – gotycko-renesansowe retabulum ołtarzowe, wykonane w latach 1506–1515 dla kościoła klasztornego Antonitów w Isenheim koło Colmaru w Alzacji (Francja). Jest to retabulum szafiaste złożone z korpusu z predellą oraz dwóch par skrzydeł. Ołtarz ten jest chef d'oeuvre Matthiasa Grünewalda, twórcy malowanych kwater i Niklausa von Hagenau, autora rzeźb korpusu ołtarza. Obecnie retabulum jest eksponowane w Musée d'Unterlinden w Colmarze.

## Dzieje
Zakon Szpitalny Świętego Antoniego Pustelnika znani jako Antonianie powstał około 1070 w Saint-Antoine en Viennoise, w niewielkiej wiosce między Valence i Grenoble. Zakon ten został założony przez francuskiego rycerza Gastona des Valloire z wdzięczności za uzdrowienie syna z ergotyzmu, zwanego ogniem św. Antoniego. Zakon ten wywodzi się z mendykanckich Augustianów, ale celem Antonianów była opieka nad osobami chorymi, głównie na ergotyzm. Źródłem tej choroby jest trujący dla człowieka sporysz żyta zawierający buławinkę czerwoną. Objawem ergotyzmu jest m.in. palenie, stąd też ta choroba nazywana jest ogniem św. Antoniego.
Klasztor Antoniatów w alzackim Isenheim znajdował się na dawnym rzymskim trakcie łączącym Moguncję z Bazyleą. W średniowieczu trakt ten był ważnym szlakiem pielgrzymkowym do Santiago de Compostela a także do Rzymu, stąd też odwiedzający Isenheim pielgrzymi modlili się w szpitalnej kaplicy gdzie znajdował się ołtarz. Na co dzień kaplica służyła do liturgii prowadzonej przez zakonników. Ufundowanie ołtarza o niezwykle bogatym programie ikonograficznym miało na celu nie tylko kult patrona zakonu lecz przede wszystkim dla duchowego uzdrowienia pacjentów.
Retabulum Grünewalda powstało na miejscu starszego retabulum. Źródła poświadczają, iż klasztor w Isenheim posiadał już „Ołtarz Orliaco“, w formie tryptyku, gdzie na rewersach skrzydeł znajdowało się przedstawienie Zwiastowania Marii. Na lewym skrzydle namalowano Marię, na prawym archanioła Gabriela. Po otwarciu skrzydeł ukazywały się modlącym scena Adoracji Dzieciątka przez Marię oraz postaci świętego Antoniego i Johanna de Orliaco (Jeana d’Orliaco) ówczesnego jednego z przełożonych opactwa. W szafie znajdowała się figura Marii dłuta Nicolasa de Haguenau, która jest obecnie prezentowana w paryskim Luwrze. Jednym z twórców ołtarza miał być Martin Schongauer, który w 1475 roku miał na zlecenie przeora namalować cztery postaci.
Nie wiadomo dokładnie kiedy powstała koncepcja nowego ołtarza. Nie zachowały się dokumenty dotyczące zlecenia Grünewaldowi prac nad nowym retabulum. Istnieją przypuszczenia że ołtarz powstawał etapami. Około 1490 roku miał powstać obecny korpus z predellą i nieistniejącymi skrzydłami. W późniejszym okresie przeor Guido Guersi następca Johanna de Orlier zlecił rozbudowę retabulum dodając dwie pary skrzydeł z malowanymi kwaterami.

## Struktura ołtarza z Isenheim
Ołtarz z Isenheim jest retabulum szafiastym w formie poliptyku. Składa się z korpusu z predellą z dwoma parami skrzydeł ruchomych i jedną nieruchomych. Dzięki takiej strukturze program ikonograficzny został podzielony na trzy autonomiczne części – odsłony. Prezentacja poszczególnych scen była podporządkowane roku liturgicznemu. W dni pasyjne eksponowano pierwszą odsłonę (ołtarz całkowicie zamknięty), w niedziele drugą (po otwarciu pary zewnętrznych skrzydeł) zaś w święta widoczny był korpus z rzeźbionymi figurami – rdzeń retabulum. W obecnej przestrzeni muzealnej mimo wykorzystania gotyckiego wnętrza dawnego kościoła Dominikanek retabulum jest eksponowane nie jako całość ale trzy odrębne części wedle pierwotnego układu odsłon.

### Pierwsza odsłona – ołtarz zamknięty
Podczas Adwentu i Wielkiego Postu retabulum było zamknięte, jednakże ze względu na treść malowideł tworzy pierwszą odsłonę, o pasyjnej wymowie. Na awersach nieruchomych skrzydeł namalowane są pełnopostaciowe wizerunki świętych Antoniego – patrona zakonu i Sebastiana. Pośrodku monumentalna scena Ukrzyżowania gdzie pośrodku znajduje się ukrzyżowany Jezus. Po Jego prawicy u stóp krzyża stoi Jan Ewangelista, który podtrzymuje omdlewającą Marię. Bliżej krzyża klęczy Maria Magdalena. Po lewicy stoi Jan Chrzciciel, u jego stóp Baranek Boży, atrybut świętego. Dopełnieniem Ukrzyżowania jest scena Opłakiwania Chrystusa przy grobie mieszcząca się na zewnętrznych skrzydłach predelli. W partiach bocznych pierwszej odsłony przedstawiono świętych Sebastiana i Antoniego. Obaj są patronami chorych i kalek; Sebastian jest uzdrowicielem od dżumy, a Antoni od ergotyzmu.

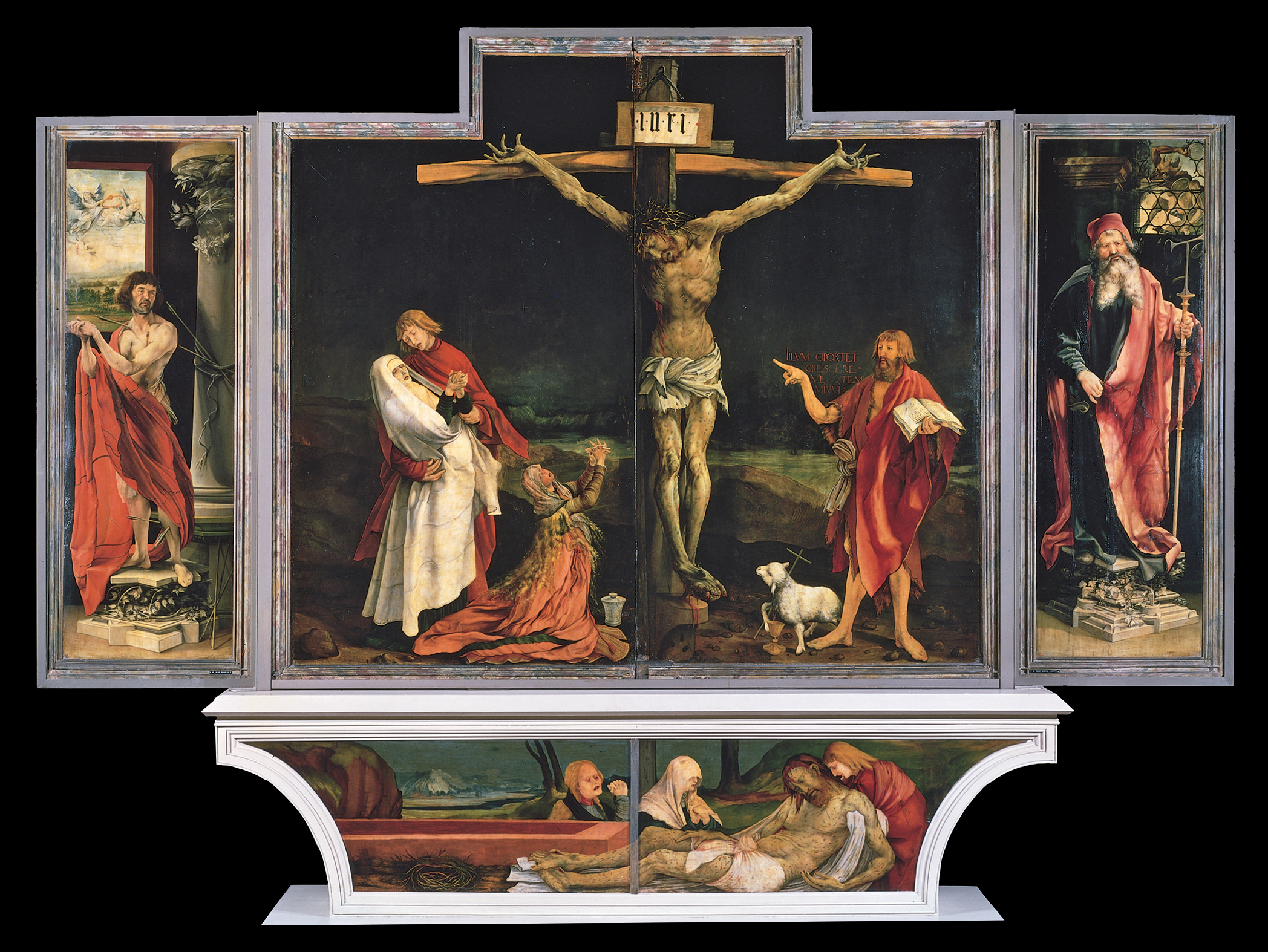
Pierwsza odsłona. Grupa Ukrzyżowania (pośrodku) i święci Antoni Pustelnik (po prawej) i Sebastian (po lewej)

#### Grupa Ukrzyżowania
Licząca 269 centymetrów wysokości i 307 centymetrów szerokości scena Ukrzyżowania Jezusa ze względu na strukturę retabulum szafiastego jest podzielona na dwie części, przy czym podział nie narusza kompozycji i jednolitości sceny. Spójność tej kompozycji została uzyskana dzięki odpowiedniemu modelunkowi światłocieniowemu krzyża oraz przede wszystkim namalowanemu w  ciemnozielonych tonacjach tłu, które nie jest bynajmniej jednolite, widoczne są fragmenty rozległego krajobrazu. Scena ta charakteryzuje się niezwykła ekspresją i dramatyzmem. Ciało Chrystusa jest konwulsyjnie powyginane: głowa silnie opada w dół, przybite jednym gwoździem nogi uginają się pod ciężarem korpusu ciała, który jest mocno wygięty do przodu, a przez to ramiona i mięśnie przebitych dłoni są mocno rozciągnięte. Obraz ciała Chrystusa ilustruje całokształt męki, którą przeżył, począwszy od pierwszych ran zadanych w ogrodzie Oliwnym, poprzez biczowanie, koronowanie cierniem, niesienie krzyża, aż po cierpienie na Golgocie. Wizerunek ten ukazuje kulminacyjny moment agonii, co uwidocznione jest w ogólnym, bardzo ekspresyjnym zarysie wychudzonego ciała (silnie rozciągnięte ręce i dłonie, powyginane palce, głowa opadnięta na ramię, mocno wyeksponowana talia), jak i w szczegółach (opuchnięte oczy, skurcze policzków, bolesny grymas na ustach). Na całym okaleczonym ciele widoczne są rozmaite obrażenia, w wielu miejscach jest pokryte guzowatymi krostami, skrzepami krwi i ranami kłutymi. Układ ran jest stylizowany, natomiast od strony anatomicznej zachowano niemal w pełni realizm ludzkiego ciała bez większej ingerencji stylizacji. Z przebitego włócznią boku wypływa gęsty strumień krwi. Biodra są owinięte częściowo podartym i postrzępionym perizonium, w przedniej części jest ono związane w supeł. Jezus ma na głowie koronę cierniową, której niektóre gałęzie i kolce sięgają ramion. W kontekście tradycji ikonograficznej nietypowy układ ma krzyż – jego pozioma belka jest przytwierdzona do pionowej od tyłu, zaś tabliczka z inskrypcją INRI nie jest przytwierdzona do belki krzyża, a zawieszona na łańcuszkach.
Dramatyzm męki i śmierci krzyżowej Chrystusa potęguje współcierpienie obecnych u Jego stóp najbliższych. Ubrana w zieloną suknię, całkowicie przykrytą białym welonem i płaszczem Maria na widok umęczonego Syna omdlewa. Jej silnie wygięte do tyłu ciało podtrzymuje odziany w szkarłatny płaszcz Jan Ewangelista. Na jego twarzy widoczny jest grymas bólu. Pod krzyżem klęczy Maria Magdalena, która współcierpiąc w sposób bardzo wymowny modli się do Chrystusa. Twarz ma na wpół przysłoniętą welonem, z którego wyłaniają się lokowate kosmyki blond włosów. Odziana jest w obfity czerwony płaszcz. Fałdy płaszcza przybierają bardzo dynamiczne układy. Po przeciwnej stronie stoi Jan Chrzciciel, który w sposób wymowny wskazuje prawą ręką na Jezusa. W lewej dłoni trzyma otwartą księgę. U stóp Baranek Boży, z którego boku wypływa do kielicha krew. Swoją przednią prawą racicą podtrzymuje mały krzyż, swój wzrok kieruje w stronę Ukrzyżowanego, w sposób dobitny został tu wyrażony pasyjny wymiar ofiary z jagnięcia które wcześniej, w Starym Testamencie nawiązuje do ofiary złożonej Bogu podczas Paschy (Wj 12, 1-11). W przedstawieniu z Isenheim Baranek Boży symbolizuje ofiarę Jezusa na krzyżu, którą złożył dla odkupienia ludzkości zapowiedzianą przez proroka Izajasza (Iz 53, 7).

#### Opłakiwanie
Kontynuacją ekspresyjnej i dramatycznej sceny Ukrzyżowania jest ukazane na dwóch skrzydłach predelli przedstawienie Opłakiwania Chrystusa. Podobnie jak powyżej, dopełnieniem przedstawienia jest namalowana w ciemnych tonacjach sceneria krajobrazowa. Lewe skrzydło wypełnia otwarty grób, przed którym leży korona cierniowa. Po prawej stronie grobu stoi Maria Magdalena. Obok, już w obrębie prawego skrzydła stoi Matka Boska, pogrążoną w bólu, co w sposób dobitny zostało wyrażone w konwulsyjnie złożonych dłoniach. Na głowie Maria ma białą chustę, która zakrywa jej oczy. Obok Marii leży martwy Chrystus, na całym ciele, (które na wysokości bioder jest przysłonięte białym perizonium) widoczne są rozmaite rany. Po prawej stronie pochyla się ku Chrystusowi Jan Chrzciciel, który podnosi Jego ciało.

#### Święty Sebastian
Z dwu stron środkowej sceny Ukrzyżowania, na dwóch podłużnych tablicach namalowani są święci Sebastian i Antoni Pustelnik.
Pierwszy z nich stoi na ozdobnym postumencie, nieco pokrytym gałęziami winnej latorośli. Rośliny przykrywają także kapitel i górną część trzonu kolumny stojącej za świętym, którego ciało jest przeszyte kilkoma strzałami. Mimo atrybutów męczeństwa, Święty Sebastian został tu namalowany, jako pełny życia, młody, silny mężczyzna. Malarz ukazał go w ruchu, en trois quarts, ma skierowaną ku prawej stronie pozę ciała i wydatnie podniesione złożone ręce, wzrok swój kieruje w przeciwległą stronę, co pogłębia dynamizm ciała. Na prawym ramieniu ma zarzucony obfity, czerwony płaszcz. Święty Sebastian stoi w ciemnym pomieszczeniu z dużym oknem, zza którego wyłania się rozległy, nizinny krajobraz z polami i drzewami. Ponad horyzontem utrzymane w bladoniebieskich tonacjach niebo i unoszące się anioły, które zmierzają w stronę świętego, by podarować mu diadem.

#### Święty Antoni Pustelnik
Na niskim, ozdobnym postumencie, nieco przykrytym gałęziami winnej latorośli stoi patron klasztoru Isenheim, święty Antoni Pustelnik. Tło tworzy wnętrze; w prawym górnym narożu, obok pilastra znajduje się duże, oszklone gomółkami okno, zza którego wyłania się demon, który tłucze gomółki, próbując się wkraść do pomieszczenia świętego. W ten sposób artysta zapowiada scenę, która pojawi się na prawym skrzydle trzeciej odsłony. Święty Antoni został tu ukazany jako zakonnik w sędziwym wieku. Ubrany jest w ciemnozielone i czerwone szaty, na głowie ma czerwony czepiec. Szczegółowo oddane zostały tu rysy twarzy, które według niektórych historyków sztuki są identyczne dla ówczesnego przeora klasztoru, Guida Guersiego.

### Druga odsłona

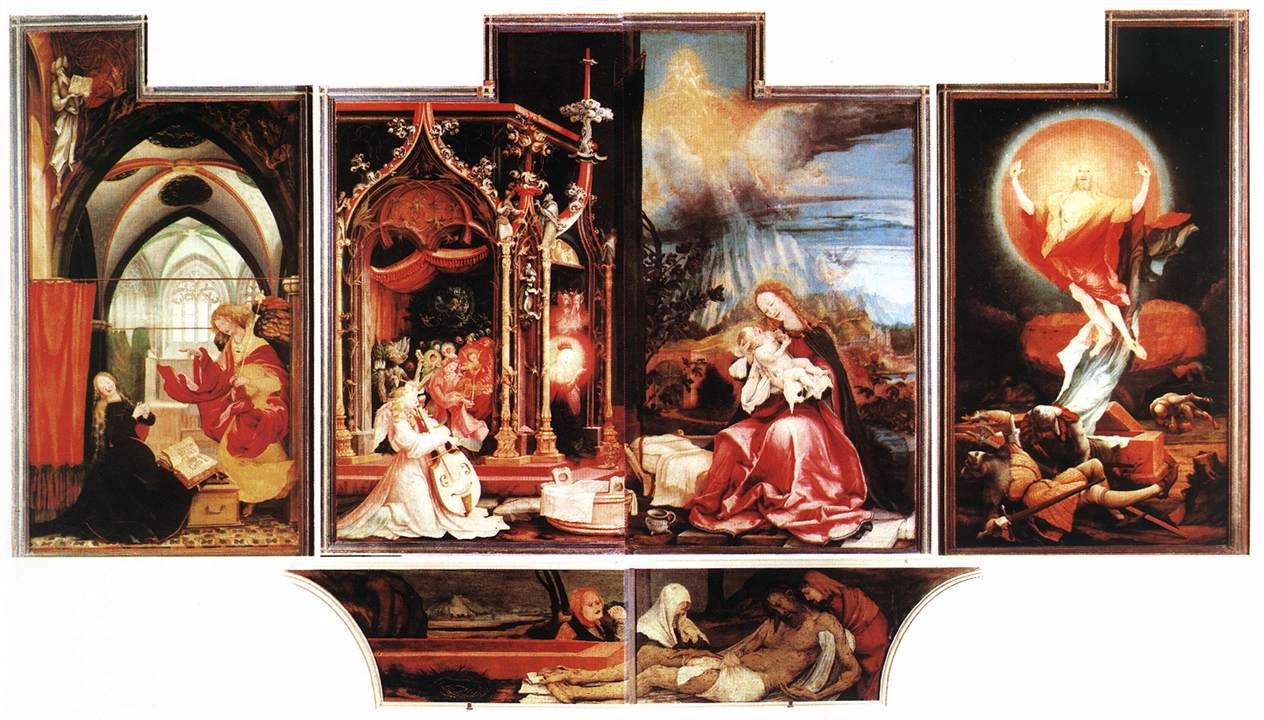
Druga odsłona. Zwiastowanie (po lewej), Koncert anielski i Madonna z Dzieciątkiem (pośrodku) oraz Zmartwychwstanie.

Po otwarciu skrzydeł zewnętrznych ruchomych ukazuje się druga odsłona, prezentowana w dni powszechne. Dramatyzm i doloryzm wyeksponowane w pasyjnych scenach pierwszej odsłony kontrastują z mocnym ładunkiem radości, zdumienia, niezwykłości które emanują w trzech scenach drugiej odsłony, których główną myślą przewodnią jest Wcielenie. Pośrodku mieści się podwójna scena – Madonna z Dzieciątkiem i muzykujący aniołowie, oraz Zwiastowanie (po lewej) i Zmartwychwstanie (po prawej).

### Trzecia odsłona – ołtarz całkowicie otwarty

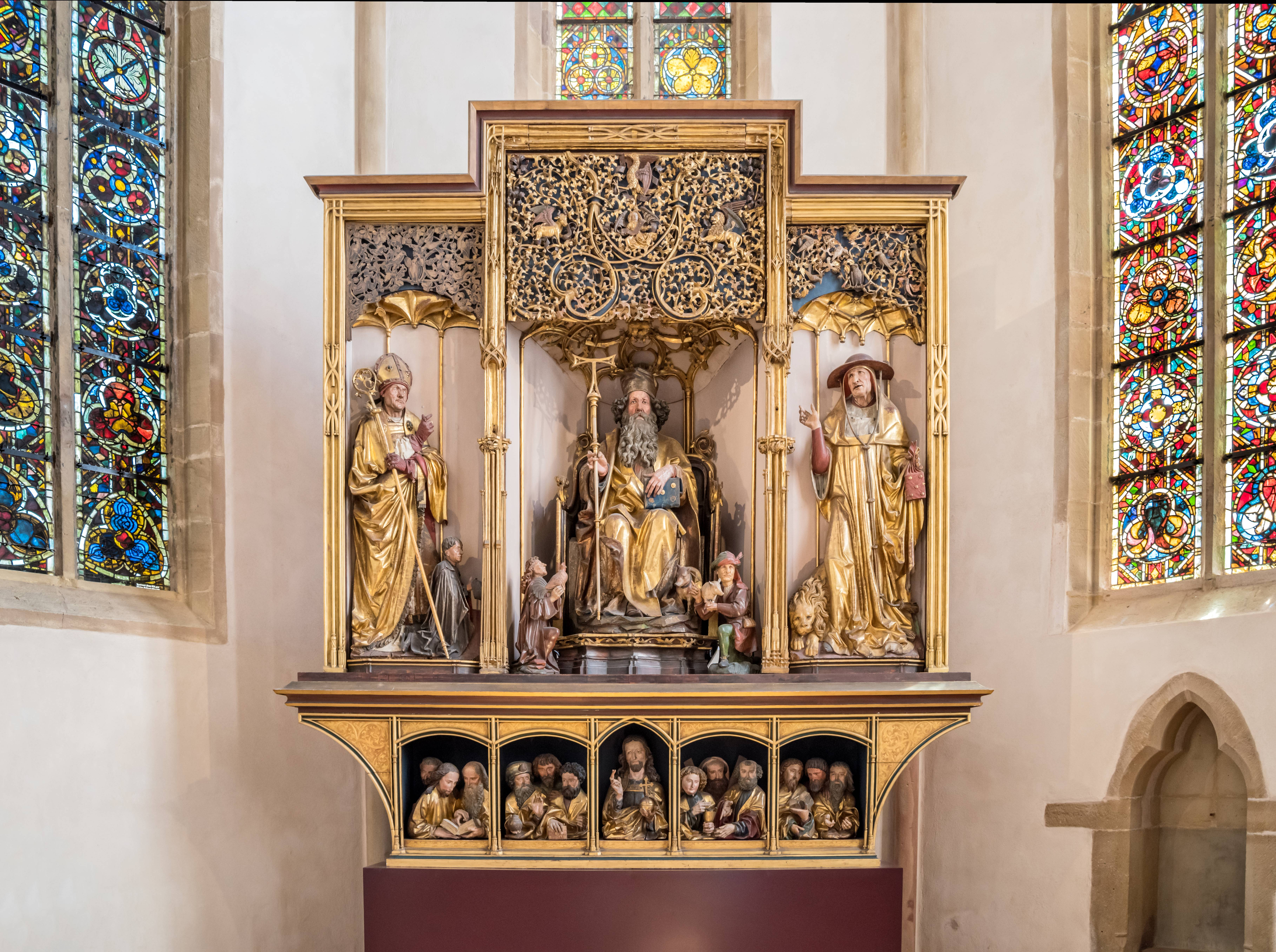

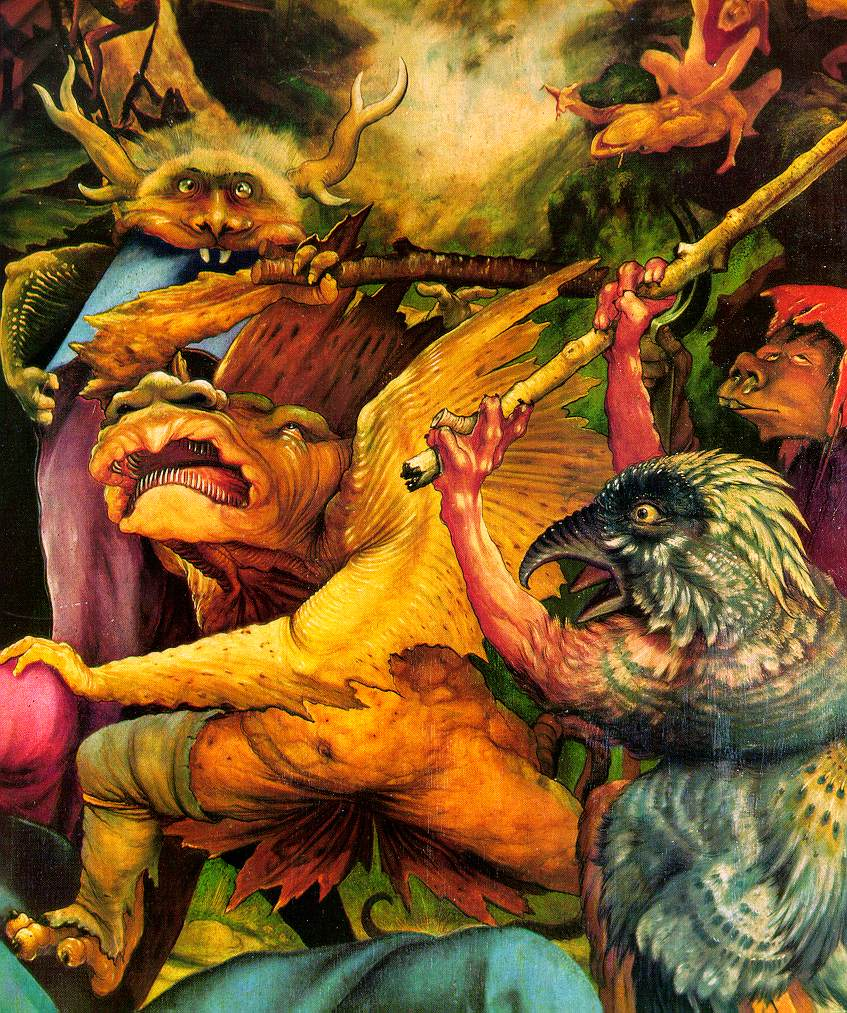
Fragment sceny Kuszenie św. Antoniego

Po całkowitym otwarciu retabulum pojawiają się przedstawienia tworzące trzecią odsłonę zwaną świąteczną, która była prezentowana dnia 17 stycznia, święto patrona opactwa w Isenheim. Odsłona ta łączy elementy rzeźby, snycerstwa, (które przypisywane są Niklausowi von Hagenau) oraz malarstwa.
Stanowiący rdzeń retabulum, korpus ołtarza jest podzielony pionowo za pomocą smukłych kolumienek na trzy części, co jest dostosowane do trzech monumentalnych figur świętych Augustyna, Antoniego i  Hieronima. U stóp autora Wulgaty leży lew, zaś obok ubranego w strój biskupi Augustyna (dzierżącego w prawej ręce pastorał) klęczy duchowny-donator, który jest identyfikowany z osobą ówczesnego przeora klasztoru z Isenheim Johannem de Orliaco, zleceniodawcy rzeźbionej części retabulum. U stóp tronującego i dzierżącego laskę z crux commissa (w formie greckiej litery "T" – Tau) św. Antoniego Pustelnika klęczą mieszczanin i chłop, którzy ofiarują świętemu zwierzęta hodowlane (koguta i świnię). Ponad postaciami gęste wici liściastych gałęzi wplecionych w maswerki. Pośród liści widoczne są symbole Czterech Ewangelistów.
Na predelli pełnoplastyczne popiersia tronującego Chrystusa w otoczeniu Dwunastu Apostołów.
Na skrzydłach bocznych kolejne malowidła Grünewalda – Kuszenie świętego Antoniego oraz Spotkanie świętego Antoniego ze świętym Pawłem